# Homosexualität im Südsudan

Südsudan

Homosexualität ist im Südsudan gesellschaftlich tabuisiert und homosexuelle Handlungen von Männern und Frauen sind strafbar.

## Gesellschaftliche Situation
Im Südsudan gilt für Muslime die Scharia. Danach sind homosexuelle Handlungen strafbar. 2008 verabschiedete die autonome Regierung des Südsudan ein eigenes Strafgesetzbuch, das Geschlechtsverkehr gegen die Naturordnung verbietet und eine Strafe von zehn Jahren Haft vorsieht. Eine staatliche Anerkennung von gleichgeschlechtlichen Paaren besteht aufgrund der Illegalität weder in der Form der Gleichgeschlechtlichen Ehe noch in einer Eingetragenen Partnerschaft. Ebenfalls aufgrund der Illegalität bestehen keine LGBT-Communitys im Südsudan. Homosexuelle Menschen werden dadurch in den gesellschaftlichen Untergrund gedrängt.